# Ibarreta
Ibarreta est une localité argentine située dans le département de Patiño, province de Formosa.

## Religion
| Diocèse  | Formosa              |
| -------- | -------------------- |
| Paroisse | San Antonio de Padua |